# Soyuz T-9
Soyuz T-9 foi a quarta expedição à estação soviética Salyut 7, realizada entre junho e novembro de 1983.

## Tripulação
| Posição           | Cosmonauta                      |
| ----------------- | ------------------------------- |
| Comandante        | Vladimir Lyakhov                |
| Engenheiro de voo | Aleksandr Pavlovich Aleksandrov |

## Parâmetros da missão
- Massa: 6850 kg
- Perigeu: 201 km
- Apogeu: 229 km
- Inclinação: 51.6°
- Período: 88.6 minutos

## Pontos altos da missão
Esta missão foi largamente afetada pelas falhar no lançador Soyuz e na Soyuz-T que a envolviam.
Logo após a aterrissagem no porto posterior da Salyut 7, os grupo Proton entrou na Cosmos 1443 e começou a transferência de 3.5 toneladas de carga para as paredes da Salyut 7. Em 27 de Julho um pequeno objetos atingiu a janela da Salyut 7. Ele fez uma cratera da 4-mm, mas não penetrou as vidraças. Os soviéticos acreditaram que ele era um membro da chuva de meteoros Delta Aquarid , apesar de ele poder ter sido um pequeno pedaço da poeira espacial.
As Protons carregou a cápsula Merkur da Cosmos 1443 com 350 kg de equipamentos e aparelhos que não estavam mais em uso. Ela tinha a capacidade de 500 kg, porém o grupo não descartou tal quantia. Então a Cosmos 1443 separou-se, Ao contrário de algumas previsões que diziam que o componente FGB iria continuar acoplado à Salyut 7 como um módulo de estação espacial. A cápsula Merkur aterrissou suavemente em 23 de Agosto, e o componente FGB continuou em órbita até 19 de Setembro, quando caiu sobre o Oceano Pacífico.